# Casa del Fascio (Caserta)
Das ehemalige Casa del Fascio ist ein Palast aus den 1930er-Jahren im Zentrum von Caserta in der italienischen Region Kampanien. Es liegt an der Piazzetta Giacomo Matteotti 45.

## Geschichte und Beschreibung
Die imposante Konstruktion wurde 1937, in der Zeit des Faschismus in Italien, zur Aufnahme der Büros der Confederazione Fascista dei Lavoratori d’Agricoltura (dt.: Faschistische Landarbeitervereinigung) errichtet. Die Kriegsereignisse verhinderten jedoch diese Nutzung des Gebäudes, das dennoch als Symbol der Partei in der Stadt galt. Es diente als geschlossener Obstmarkt und als Casa del Contadino (dt.: Haus des Bauern).
Nach dem Zweiten Weltkrieg waren dort US-amerikanische Truppen untergebracht und es verfiel zusehends. Später residierten dort Gewerkschaften und dann das Arbeitsamt der Provinz Caserta sowie das Institut für Hygiene und Prophylaxe.
2008 wurde das Gebäude unter Leitung der Officina Cutillo Architetti renoviert und beherbergt heute im Erdgeschoss ein Restaurant, einen Schönheitssalon und ein Designzentrum, während sich im Obergeschoss private Büros befinden.
Das sandgelbe Gebäude im Stil des italienischen Rationalismus besteht aus einem 23 Meter hohen Turm mit hohen Glasfenstern, flankiert von zwei zweistöckigen Seitenflügeln.